# Adatbázis mint IPC
A számítógép-programozásban az adatbázis mint IPC egy antiminta. Lényege, hogy a rutinok adatbázison keresztül kommunikálnak, pedig a kommunikáció könnyebben is végezhető, például socketek segítségével. Az angol Junade Ali számítástudományi szakértő az antimintát úgy definiálja, mint hogy az adatbázis végzi az ütemezést, vagy az adatbázis sorolja be az elvégzendő feladatokat; továbbá megjegyzi, hogy az adatbázis ideiglenes üzenetek adatait tárolja, ahelyett hogy tartósabb adatokat tartalmazna.
Az adatbázisok efféle használata sokkal kevésbé hatékony, mint más kommunikációs módszerek, és komoly karbantarthatósági problémákhoz vezet. Azért terjedt el, mert sokkal ismertebbek az adatbázis-műveletek, mint a megfelelő hatékonyabb kommunikációs eszközök.

## Fordítás
Ez a szócikk részben vagy egészben  a   Database-as-IPC című angol Wikipédia-szócikk fordításán alapul.  Az eredeti cikk szerkesztőit annak laptörténete sorolja fel. Ez a jelzés csupán a megfogalmazás eredetét és a szerzői jogokat jelzi, nem szolgál a cikkben szereplő információk forrásmegjelöléseként.